# Samuel J. Palmisano
Samuel J. Palmisano (Baltimore, 29 de julho de 1951) foi diretor executivo da IBM, posição para a qual foi eleito em 2002 e ficou até 2011, sendo sucedido por Ginni Rometty.